# Зминец (община Финик)
Зминец (на албански: Zminec или Zmineci, на гръцки: Σμίνετσι) е село в Албания, област Вльора, община Финик.

## Етимология
Афанасий Селишчев в „Славянското население в Албания“ предава формата на името като Зимнец. Според „Българския етимологичен речник“ етимологията на името е от зима.